# Messiah Force
Messiah Force war eine kanadische Heavy-, Power- und Speed-Metal-Band aus Jonquière, die 1984 gegründet wurde und sich ca. 1991 auflöste.

## Geschichte
Die Band wurde 1984 gegründet und bestand aus der Sängerin Lynn Renaud, den Gitarristen Bastien Deschênes und Jean Tremblay, dem Bassisten Eric Parisé und dem Schlagzeuger Jean-Francois Boucher. Entstanden war sie aus den Zerfallsresten der beiden lokalen Power-Metal-Bands Exode und Frozen. 1987 wurde das Debütalbum The Last Day bei Haissem Records veröffentlicht. Der Tonträger fand jedoch nur wenig Beachtung. 1991 wurde das Demo No Hideaway veröffentlicht. Hierauf ist Denis Dufour als neuer Sänger zu hören, da Lynn Renaud die Besetzung aus gesundheitlichen Gründen verlassen hatte. Danach kam es zur Auflösung der Band.

## Stil
Laut Allmusic erinnert die Musik des Albums an frühe Warlock und biete starken Power Metal. Martin Popoff schrieb in seinem Buch The Collector’s Guide of Heavy Metal Volume 2: The Eighties, dass auf The Last Day schnell gespielter und technisch anspruchsvoller Thrash Metal zu hören ist, der es mit Major-Label-Veröffentlichungen aus der San Francisco Bay Area aufnehmen könne. In mega-metal.de wurde in der Rezension zum Album festgestellt, dass man Messiah Force zwischen Liege Lord, Chastain und Agent Steel einordnen kann. Auf dem Album stehe der Heavy- mit dem Speed-Metal in einem ständigen Wechsel, der Gesang sei mal sanft, mal „kratzbürstig“. Dave „That Metal Guy“ Campbell von metal-temple.com bezeichnete das Album als legendäre Speed- und Power-Metal-Veröffentlichung. Auf dem Album seien klangliche Parallelen zu Motörhead, DragonForce und Metallica hörbar. Neben gelegentlich langsameren Passagen, seien hin und wieder auch Einflüsse aus dem Punk zu vernehmen.

## Diskografie
- 1985: 85 Demo (Demo, Eigenveröffentlichung)
- 1987: The Last Day (Album, Haissem Records)
- 1988: The Sequel (Single, Bold Reprive Records)
- 1991: No Hideaway (Demo, Eigenveröffentlichung)